# 허리케인 리타
허리케인 리타(Hurricane Rita)는 2005년에 발생한, 북대서양 허리케인 중 4번째로 강한 허리케인이다.

## 역사

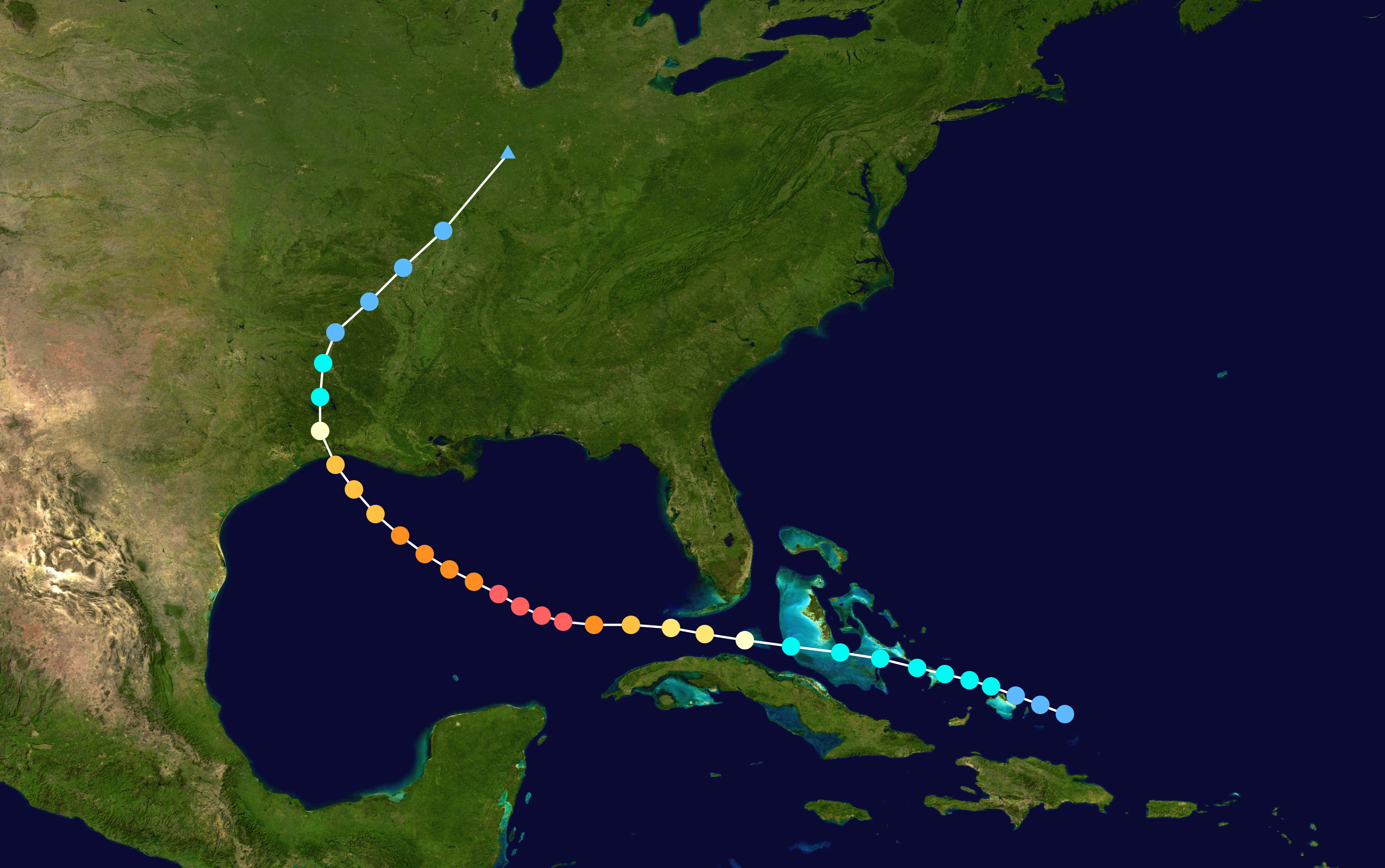
허리케인 리타의 이동 경로

2005년 9월 17일, 열대 저기압이 발생되어 미국 국립 허리케인 센터에서 이를 2005년 제18호 열대 저기압으로 명명하였다. 이 저기압은 터크스 케이커스 제도의 가장 큰 섬인 그랜드 터크 섬(Grand Turk Island)의 동북동쪽 155km 부근에서 미국의 플로리다주를 향해 서북서쪽으로 이동했다.
생겨난지 하루가 채 되지 않아 이 저기압은 9월 18일에 2005년 제17호 열대 폭풍으로 강해졌고, 이를 '허리케인 리타'라고 이름을 붙였다. 플로리다주 남부에 위치한 산호 군도인 플로리다 키(Florida Keys) 전체에 대피령이 내려졌다.
플로리다 키를 통과하고 이 열대 폭풍은 멕시코만에 도달하였다. 멕시코만은 평균 수온에서 약 0.5℃가 높았고, 이는 폭풍의 강력화를 도왔다. 이후 계속 빠른 속도로 강력해지면서 9월 20일 미국 국립 허리케인 센터에서는 3시간마다 대피경고를 내렸다. 9월 21일에는 풍속이 225km/h까지 치솟면서, 쉽게 약해지지 않았다. 오후 2시 15분에는 중심기압이 920hPa, 풍속이 240km/h이 되면서 더욱더 강해졌고, 2시간이 지나지 않은 때에 사피어-심프슨 허리케인 등급 제5등급으로 격상되었다. 이 때 풍속은 265km/h였다. 밤에는 드디어 허리케인이 최고조에 달하면서 중심기압이 895hPa, 풍속이 290km/h가 되었다.
워렌 매든이라는 사람은 허리케인의 눈 중심부근에서 비행을 하다 허리케인 리타의 최대순간풍속이 380km/h을 기록했다고 말했다.
9월 24일에는 사피어-심프슨 허리케인 등급 제3등급인 상태에서 미국 텍사스주와 루이지애나주의 경계 근처에 상륙했다. 이 날 허리케인 리타는 허리케인과 열대 폭풍의 지위를 상실했고, 나머지 잔해는 한랭전선에 흡수되면서 9월 26일, 소멸되었다.
허리케인 리타는 막심한 피해로 인해 퇴출되었고, 리나(Rina)로 새로 대체되었다.

## 피해

### 플로리다 주와 쿠바
플로리다주와 쿠바에서는 34만명이 넘는 사람들이 대피령을 받았다. 곧 플로리다 키에 홍수가 났고 도로는 차단되었다. 9월 20일에는 플로리다 키 주민 2100명이 전기가 끊겼다고 신고했다. 플로리다주 서부의 도시인 포트로더데일의 주민들은 2005년에 2번째로 허리케인에 의해 대피를 해야했다. 첫 번째 대피했을 때 온 허리케인은 허리케인 카트리나였고, 또 나중에 3번째 대피했을 때 온 허리케인은 허리케인 윌마였다. 플로리다주 북서부에 위치한 플로리다 땅거스러미의 해안가에서 2명이 사망하였고, 높은 파도가 일었다.

### 루이지애나주
루이지애나주 남서부의 피해는 심각하였다. 많은 지역들이 침수되었고, 파괴되었다. 남부에 있는 찰스 호수는 범람했고 이 물이 다른 호수에 가서 다른 호수에는 물이 6~8피트 올라왔다고 신고했다. 또한 공항에도 심각한 피해를 안겨주었다. 침수된 지역에서는 보트로 사람들을 구조하였다. 적어도 약 100명이 지붕위에서 구조되었다. 루이지애나주의 주지사인 캐스린 블랜코(Kathleen Blanco)는 70만가구의 전기가 끊겼다고 말하였다. 허리케인의 눈이 슈리브포트 중심지에서 조금 서쪽으로 떨어진 곳으로 향하였고, 이 눈은 후에 아칸소주에 도달하였다. 이 때 슈리브포트는 사상 두 번째로 낮은 기압을 기록했는데, 이 기록은 983.7hPa이었다. 루이지애나주의 사망자는 1명으로 기록되었다.

### 텍사스주
9월 23일, 텍사스주 댈러스 남동쪽 미국 주간고속도로 45번에서 사립병원 대피자 45명을 태우고 있던 버스가 갑자기 폭발하면서 23명이 사망하였다. 늦은 밤에는 갤버스턴에서 불이 나, 많은 집들을 태웠다. 그러나 소방관들은 불이 도시 전체로 번지기 전에 진압할 수 있었으며, 여기에 관련된 사망자는 없었다. 텍사스주 남동부는 바람에 의한 피해가 어마어마하였다. 텍사스주 주지사인 릭 페리(Rick Perry)는 남동부 9개의 군들이 궤멸상태에 있다고 선언했다. 어떤 도시에서는 도시 전체 나무의 25%가 쓰러졌기도 하였다. 다행히도 휴스턴에서는 대형 피해를 모면할 수 있었다. 그러나 몇몇 고층건물들이 바람에 위협받기도 하였으며, 나무와 표지판이 쓰러졌다. 텍사스주에서는 총 113명이 숨졌다.

### 미시시피주
미시시피주에서는 허리케인 리타 외부에서 일어난 토네이도가 영향을 끼쳤으며 40채의 집과 공장이 손상되었고, 그리고 1명이 토네이도에 의해 숨졌다. 토네이도는 미시시피 주립대학 캠퍼스를 지나갔으며, 미시시피 주립대학 관계자들은 매우 많은 건물들이 손상되었다고 보고하였다. 또 허리케인 카트리나로 인해 피해를 받은 지역들이 재건되고 있을 때, 토네이도가 들이닥치면서 또다시 많은 피해가 났다. 미시시피주에서는 4명이 숨졌다.

## 같이 보기
- 허리케인 윌마
- 허리케인 로라